# Urban (musik)

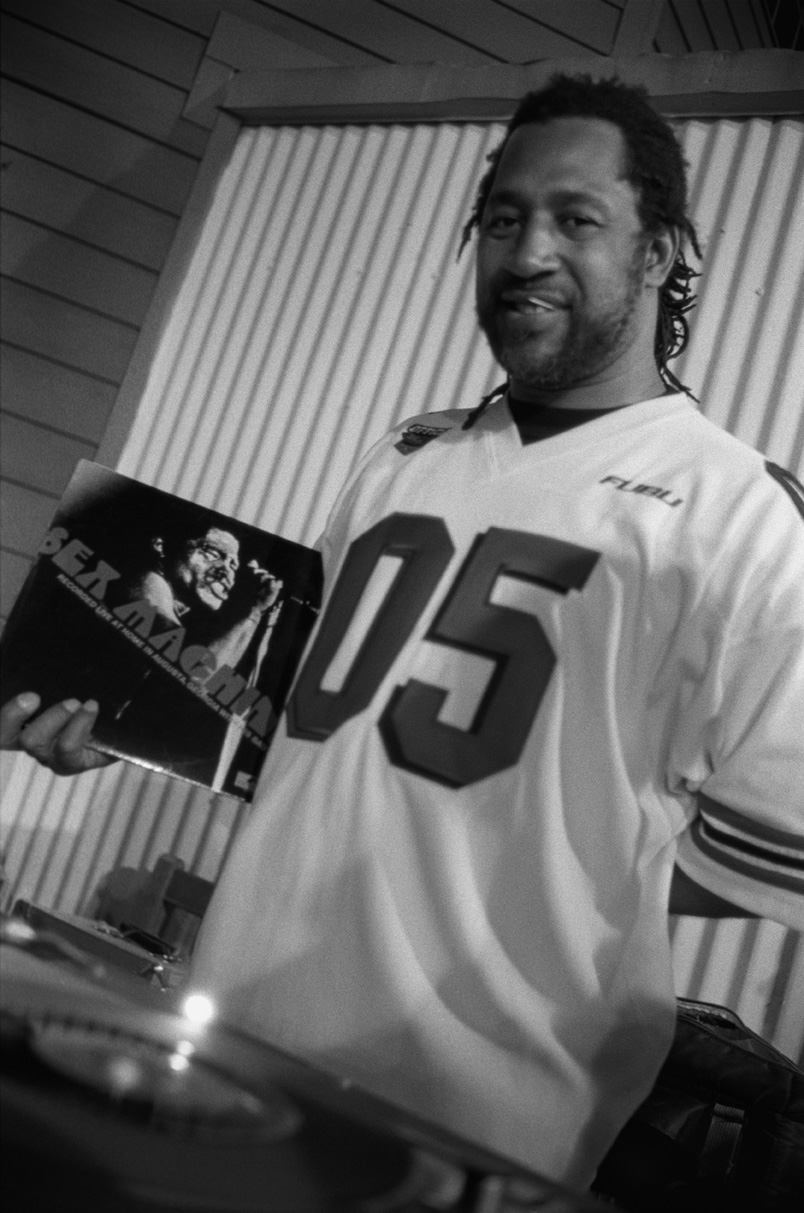
DJ Kool Herc, en av de tidigaste DJ:arna inom hiphop.

Urban, eller urban contemporary music (på svenska ungefär "storstadsbaserad samtida musik") är ett musikradioformat och en bred paraplyterm för populärmusik med förankring i gatukultur och rötter i afrikanska diasporan. Termen myntades av New York-baserade DJ:n Frankie Crocker i mitten av 1970-talet. Urban musik innefattar idag musikgenrer som hiphop, grime och R&B, reggaeton, afrobeats, dancehall m.fl. De främsta svenska radiostationerna som spelar urban musik är SR P3, dess systerkanal P3 Din Gata och Power Street. Programmet "Utvalda musikmixar" i P3 inkluderar bland andra Sihel 'DJ Finest' Sinahs (hiphop, RnB, soul), Juan Havana (latin, reggaeton) och Filip Hunter (afrobeats, hiphop, RnB, soul).
Sedan Fallet George Floyd och därav Black Lives Matter-vågen under 2020 har termen urban kommit att omvärderas och förkastas av flera plattformar - även de som själva tidigare nyttjat termen. Eftersom urban anses ha blivit ett ord som använts som en nedvärderande synonym för svart, afroamerikan eller "från ghettot".

## Lista över urban musikgenrer
| Afrikansk - Afrobeats - Afrohouse - Amapiano - Bongo Flava - Coupé décalé - Kizomba - Kuduro - Ndombolo - Pandza | Afroamerikansk - Hiphop - R&B - Soul - Urban gospel | Afrobrittisk - Afrobashment - Drill - Grime - Urban EDM - Drum and bass - Dubstep - Jungle - UK garage | Afrokaribisk - Dancehall - Reggae - Soca - Zouk | Afrolatinamerikansk - Afrolatinkaribisk - Bouyon - Dembow - Reggaeton - Funk carioca |

## Utbildning
- Urban musik, Spinneriet/Glokala folkhögskolan